# Nico Rezende
Antonio Martins Correia Filho, mais conhecido como Nico Rezende (São Paulo, 13 de outubro de 1960), é um cantor e compositor brasileiro.

## Biografia
Cantor, compositor e arranjador, Nico Rezende estudou violão, piano e técnica de sintetizadores. Iniciou sua carreira tocando em orquestras, com as quais trabalhou em bailes pelo interior do Brasil. Em 1983, Nico se muda para o Rio de Janeiro, onde passa a atuar como tecladista na banda do cantor Ritchie. Mais tarde, assina arranjos para discos de Marina Lima, Gal Costa, Roberto Carlos, Lulu Santos, Beto Guedes, Simone, Zizi Possi, Cazuza, Barão Vermelho, Erasmo Carlos, Kiko Zambianchi, entre outros.

## Bete Balanço
Nico tem seu nome nos créditos no compacto do Barão Vermelho para os temas do filme Bete Balanço.
Na canção, em particular, Maurício Barros não esteve com a banda para colocar os teclados na música e Nico Rezende assume seu lugar na função, oficializando a música.
Após, a música é a última do LP Maior Abandonado a ser incluída, levando o trabalho a ficar no alto junto as músicas Porque a Gente é Assim e a faixa-titulo, Maior Abandonado.

## Presença em Trilhas Sonoras
Em 1987, grava seu primeiro LP, Nico Rezende, com destaque para sua música "Esquece e vem" (com Paulinho Lima), tema da novela O Outro (da Rede Globo). Desde então sua presença em trilhas sonoras ficou mais constante entre 1988 e 1990. Em 1988 "Penso Nisso Amanhã"integrou a trilha sonora da novela "Vale Tudo". No ano seguinte, 1989, "Finge Que Não Falou" esteve presente na trilha de "Que Rei Sou Eu". Ambas as canções pertenceram ao álbum do artista "Jogo de Ilusões". Ainda em 1989, do álbum "Nico" tivemos a canção "Natureza Viva", incluída em "O Sexo dos Anjos" Nacional. Em 1990 com o lançamento de "Tudo Ficou Pra Trás", que teve a canção "Além da Sedução" incluída na trilha de "Lua Cheia de Amor". Nico Rezende teria outra canção incluída na primeira trilha de "Malhação" em 1995, "Noves Fora".

## Discografia
- 1987 - Nico Rezende
- 1988 - Jogo de ilusões
- 1989 - Nico
- 1990 - Tudo ficou pra trás
- 1995 - Nico Rezende
- 2001 - Curta a vida
- 2007 - Paraíso Invisível
- 2012 - Piano & Voz

### Televisão
| Ano  | Programa            | Personagem          | Nota                           |
| ---- | ------------------- | ------------------- | ------------------------------ |
| 2013 | Compositores Unidos | Principal Convidado | 1.ª temporada - Episódio 3 e 4 |